# Pascal Mozie
Pascal Mozie (Polonia, 6 de mayo de 2008) es un futbolista polaco de ascendencia nigeriana que juega como centrocampista en el Legia Varsovia de la Ekstrasklasa.

## Carrera
Se fonmó en la cantera de Legia Varsovia, pasando por todas las divisiones menores del club. El 19 de diciembre de 2024 recibió su primera convocatoria en un partido de Conference League, pero no tuvo minutos. El 18 de mayo de 2025, debuta en la Ekstraklasa contra el Cracovia, entrando desde la banca.

## Carrera internacional
Ha representado a Polonia en las categorías sub-16 y sub-17.